# Raionul Krasnohrad, Harkov
Krasnohrad (în ucraineană Красноградський район, transliterat: Krasnohradskîi raion) este un raion în regiunea Harkiv, Ucraina. Are reședința la Krasnohrad.
Are o suprafață de 4.912,8 km². Populația este de 108.900 locuitori, determinată în 2020.